# Lotus 43
Lotus 43 – samochód Formuły 1, zaprojektowany w 1966 roku przez Colina Chapmana i Maurice'a Philippe'a i skonstruowany przez Team Lotus. Samochód był wyposażony w eksperymentalny silnik H16, który się nie sprawdził.

## Wyniki w Formule 1
| Legenda oznaczeń w tabelach wyników Wyświetl szablon na nowej stronie | Legenda oznaczeń w tabelach wyników Wyświetl szablon na nowej stronie                                                                     |
| Oznaczenie                                                            | Wyjaśnienie |
| --------------------------------------------------------------------- | --- |
| Złoty                                                                 | Zwycięzca lub mistrzostwo |
| Srebrny                                                               | 2. miejsce lub wicemistrzostwo |
| Brązowy                                                               | 3. miejsce lub II wicemistrzostwo |
| Zielony                                                               | Ukończył, punktował (w klasyfikacji generalnej, gdy zdobył co najmniej jeden punkt na przestrzeni sezonu, poza trzema powyższymi opcjami) |
| Niebieski                                                             | Ukończył, nie punktował (w klasyfikacji generalnej, gdy nie zdobył co najmniej jednego punktu na przestrzeni sezonu)                      |
| Czerwony                                                              | Nie zakwalifikował się (NZ) |
| Czerwony                                                              | Nie prekwalifikował się (NPK) |
| Różowy                                                                | Nie ukończył (NU) |
| Różowy                                                                | Niesklasyfikowany (NS) (w klasyfikacji generalnej, gdy nie został sklasyfikowany w żadnym wyścigu sezonu)                                 |
| Czarny                                                                | Zdyskwalifikowany (DK) |
| Czarny                                                                | Wykluczony (WYK/EX) |
| Biały                                                                 | Nie wystartował (NW) |
| Biały                                                                 | Kontuzjowany (K/INJ) |
| Biały                                                                 | Wyścig odwołany (OD/C) |
| Bez koloru                                                            | Został wycofany (WYC/WD) |
| Bez koloru                                                            | Nie przybył (NP/DNA) |
| Bez koloru                                                            | Nie brał udziału w treningach (NT/DNP) |
| Bez koloru                                                            | Nie został zgłoszony (–) |
| Pogrubienie                                                           | Start z pole position |
| Kursywa                                                               | Najszybsze okrążenie wyścigu |
| †                                                                     | Nie ukończył, ale jego rezultat został zaliczony ze względu na przejechanie więcej niż 90% dystansu wyścigu.                              |
| *                                                                     | Sezon w trakcie |
| 1/2/3                                                                 | Punktowana pozycja w sprincie kwalifikacyjnym                                                                                             |
| Lista systemów punktacji Formuły 1                                    | |

| Rok  | Zespół     | Silnik  | Opony | Kierowcy       | 1   | 2   | 3   | 4   | 5   | 6   | 7   | 8   | 9   | 10  | 11  | Pkt.   | Msc. |
| ---- | ---------- | ------- | ----- | -------------- | --- | --- | --- | --- | --- | --- | --- | --- | --- | --- | --- | ------ | ---- |
| 1966 | Team Lotus | BRM H16 | F     |                | MCO | BEL | FRA | GBR | NLD | DEU | ITA | USA | MEX |     |     | 9 (13) | 5    |
| 1966 | Team Lotus | BRM H16 | F     | Peter Arundell | NW  | NU  | NU  |     |     |     |     |     |     |     |     | 9 (13) | 5    |
| 1966 | Team Lotus | BRM H16 | F     | Jim Clark      |     |     |     |     |     |     | NU  | 1   | NU  |     |     | 9 (13) | 5    |
| 1967 | Team Lotus | BRM H16 | F     |                | ZAF | MCO | NLD | BEL | FRA | GBR | DEU | CND | ITA | USA | MEX | 0 (6)  | 8    |
| 1967 | Team Lotus | BRM H16 | F     | Jim Clark      | NU  |     |     |     |     |     |     |     |     |     |     | 0 (6)  | 8    |
| 1967 | Team Lotus | BRM H16 | F     | Graham Hill    | NU  |     |     |     |     |     |     |     |     |     |     | 0 (6)  | 8    |